# Grutly

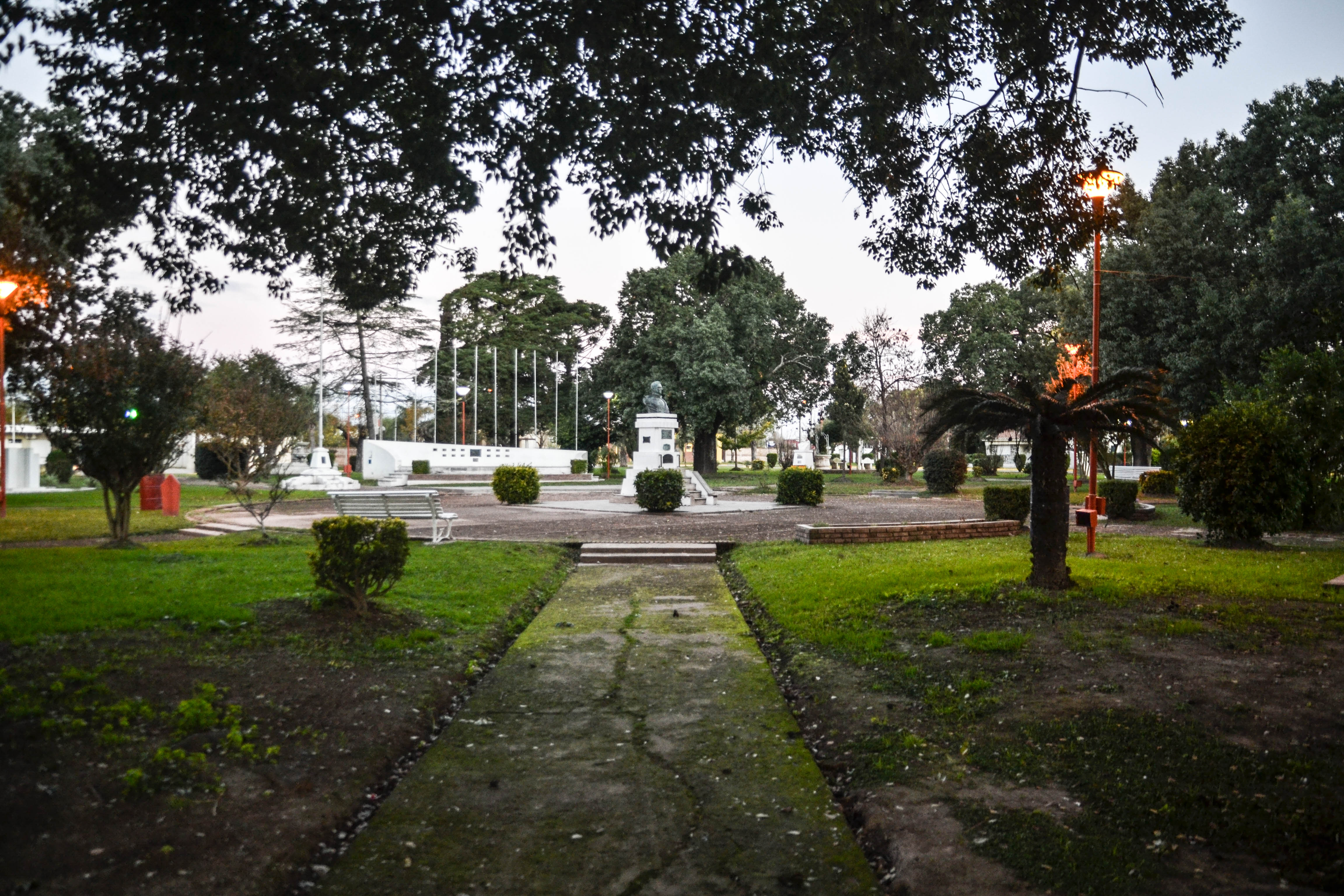
Plaza principal de la comuna

Grütly es una comuna del departamento Las Colonias, provincia de Santa Fe, Argentina. Fue fundada por Enrique Vollenweider junto a colonos suizos e italianos en 1869.  
Tiene una extensión de 203 km² y una población de 875 habitantes (2022). lo que muestra un descenso contra los 932 habitantes del censo 2010.

## Demografía
| Gráfica de evolución demográfica de Grutly entre 1991 y 2022 |
|                                                              |
| Fuente: Censos nacionales del INDEC                          |

## Toponimia
Su nombre se deriva de la pradera suiza de Rütli (en alemán de Suiza) o Grütli (en francés e italiano), fundándose la colonia en 1869 con 18 familias.